# Hauptstraße 8 (Schopp)
Hauptstraße 8 ist ein denkmalgeschütztes Wohnhaus in der rheinland-pfälzischen Ortsgemeinde Schopp. Das Gebäude wurde 1768 im Stil des Spätbarock errichtet.

## Lage
Das Haus befindet sich im Ortskern schräg gegenüber von der ebenfalls denkmalgeschützten Grundschule des Dorfs. Nördlich befindet sich an der Hauptstraße ein Gasthaus ähnlicher Größe, westlich unterhalb davon ein weiteres Wohngebäude. Beide Häuser wurden im 19. Jahrhundert durch Bauherren der Familie Jacob errichtet.

## Geschichte
Erbauer des Hauses war Holzhändler Joh. Nicolaus Jacob. Seine Vorfahren kamen aus der Schweiz nach Schopp und bauten den nach dem Dreißigjährigen Krieg fünfzig Jahre wüst liegenden Ort wieder auf. Die Söhne des Bauherren, unter ihnen der spätere Abgeordnete Johann Nicolaus Jacob, verließen das Dorf und gingen nach Kaiserslautern. Zu ihren Nachkommen zählen der Landrathspräsident Carl Jacob, der Politiker Karl Theodor Jacob, der Medizinphilosoph Wolfgang Jacob und der Romanist Daniel Jacob. Das Anwesen in Schopp wurde vom Neffen Adam Jacob übernommen. Er ist Großvater der pfälzischen Kochbuchautorin Emmy Braun (Luise Lichtenberger) und errichtete 1788 das Torhaus.
Später und noch in den 1960er Jahren wurde das Haus als Gasthaus „Deutsches Haus“ genutzt, bis es vor 2000 aufwändig saniert und zu Wohnzwecken umgebaut wurde. Im Torhaus befindet sich die Apotheke des Ortes.

## Beschreibung

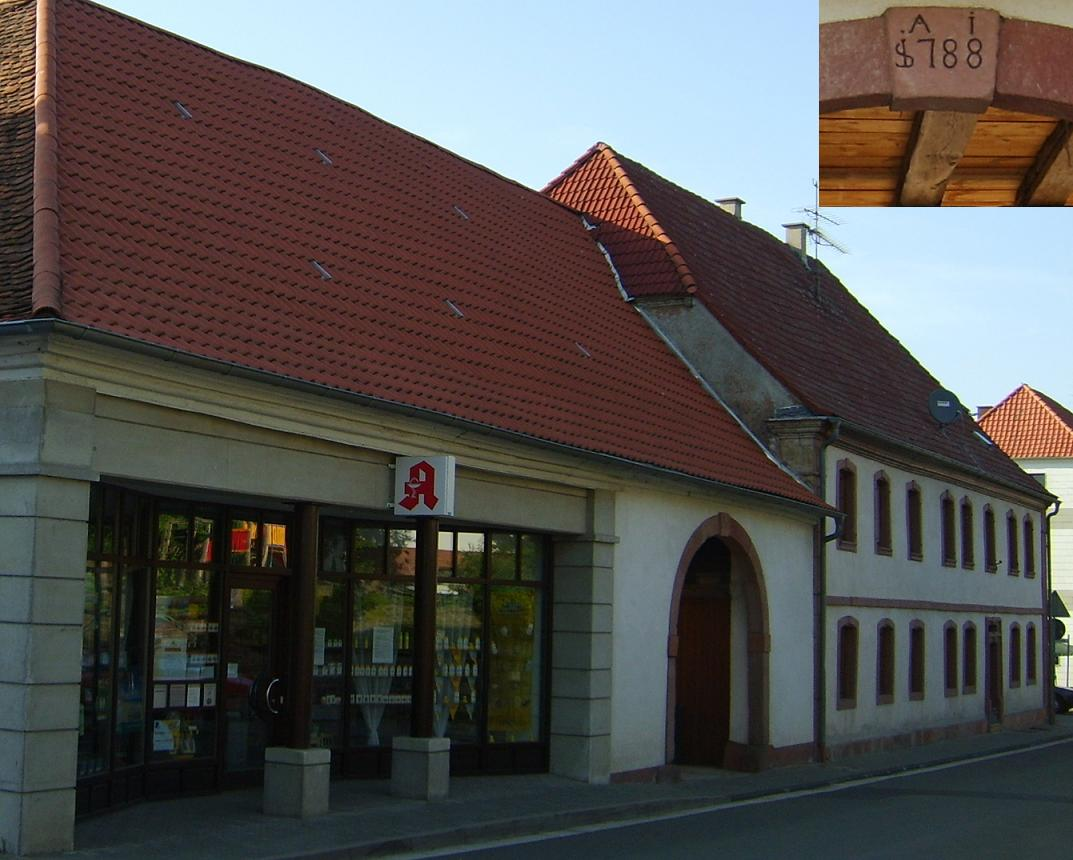
Ansicht von Südosten

Das Wohnhaus ist ein stattlicher Krüppelwalmdachbau mit zwei Geschossen und acht Fensterachsen auf der Straßenseite. Der Bau ist mit Sandstein gegliedert, die Fenster sind nicht geohrt, Fensterläden fehlen. Der Türsturz ist bezeichnet 1768, über den Initialen NI für Nicolaus Iacob.
Das ebenfalls stattliche Torhaus schließt sich südlich an. Der Torbogen zeigt die Jahreszahl 1788 unter den Initialen Ai für Adam Iacob. Die Nebengebäude schließen sich westlich an das Torhaus an und werden ebenfalls zu Wohnzwecken genutzt.